# Timothy Patrick Murphy
Pour les articles homonymes, voir Murphy.
Timothy Patrick Murphy est un acteur américain, né le 3 novembre 1959 à Hartford (Connecticut), et mort du sida le 6 décembre 1988 à Sherman Oaks (Californie).

## Biographie
Il a joué entre autres le rôle de Mickey Trotter dans la série télévisée Dallas durant la saison 1982-83.

## Filmographie

### Cinéma
- 1981 : The Bushido Blade : Robin Burr
- 1984 : Sam's Son : Gene Orowitz
- 1988 : Doin' Time on Planet Earth : Jeff Richmond

### Télévision
- 1978 : The Paper Chase (série télévisée) : Michael Burch
- 1978 : Colorado (série télévisée) : Christian Zendt jeune
- 1979 : The Seekers (Téléfilm) : Jarod Kent
- 1979, 1983 et 1985 : La croisière s'amuse (The Love Boat) (série télévisée) : Terry Gibson / Kent Holden / David / Curtis Williams
- 1980 : Search for Tomorrow (série télévisée) : Brian Emerson
- 1980 : A Time for Miracles (Téléfilm) : Will
- 1982 : Chips (série télévisée) : Alex
- 1982 : Teachers Only (série télévisée) : Jeremy
- 1982 : Quincy (série télévisée) : Nick Stadler
- 1982-1983 : Dallas (série télévisée) : Mickey Trotter
- 1984 : With Intent to Kill (Téléfilm) : Drew Lanscott
- 1984 : Hôtel (série télévisée) : Andy / Kevin Walker
- 1984-1985 : Glitter (série télévisée) : Chip Craddock
- 1986 : Rick Hunter (série télévisée) : Jeffrey Wyatt

## Distinctions

### Récompenses
- Emmy Awards 1984 : Meilleur jeune acteur pour La croisière s'amuse.